# Picomonas judraskeda
Picomonas judraskeda ist ein nur wenige Mikrometer großer heterotropher Einzeller, der im marinen Plankton vorkommt und die erste identifizierte Art aus dem Stamm der Picozoa ist. Die Art wurde im Rahmen einer Doktorarbeit mit Hilfe eines fluoreszierenden Mitochondrien-Markers aus einer Seewasserprobe, die vor der Reede von Helgoland in einer Tiefe von 5 Metern entnommen wurde, isoliert und anschließend im Labor kultiviert. Gleichzeitig mit der Art wurden Gattung, Familie, Ordnung und Klasse beschrieben und die bisher als Picobiliphyta bekannten  kleinsten Formen frei im Wasser schwebender Lebewesen als neuer Stamm Picozoa beschrieben.

## Merkmale
Picomonas judraskeda hat eine Länge von 2,6 bis 3,8 µm und eine Breite von 2 bis 2,5 µm. An der Zelle finden sich zwei Flagellen, eine anterior (vorn) liegende mit einer Länge von 12 bis 14 µm, die posteriore (hintere) ist 7 bis 9 µm lang. Die Zelle ist durch eine tiefe Einschnürung in zwei Teile gegliedert, eine anteriore mit den typischen Organellen von Eukaryotenzellen, einschließlich des Bewegungsapparates für die zwei Flagellen, die andere, posteriore dient der Nahrungsaufnahme und besteht aus einem Membransack mit einer komplexen Zytoskelett, sowie einem Zellmund mit einer Weite von 150 nm.

## Bewegung
Die Fortbewegung von Picomonas judraskeda ist einzigartig. Nach einer ausgiebigen Ruhephase springen die Einzeller plötzlich etwa 3 bis 5 µm in anteriore Richtung, bewegen sich anschließend langsam etwa 12 µm in die entgegengesetzte Richtung, um plötzlich extrem schnell von ihrer ursprünglichen Position fort zu schießen. Auf diesen als jump, drag and skedaddle-cycle (dt.: „Spring-, Kriech- und Türm-Zyklus“) bezeichneten Bewegungsablauf bezieht sich das Art-Epitheton judraskeda.

## Ernährung
Bisher ist unbekannt, wovon sich Picomonas judraskeda ernährt. Die Öffnung des Zellmundes ist zu klein, um Bakterien aufzunehmen, die bevorzugte Nahrung vieler Protisten. Wahrscheinlich nimmt der Einzeller organische Moleküle aus dem Meerwasser auf; das können Lipopolysaccharide aus der Äußeren Membran gramnegativer Bakterien oder auch Viren sein.